# Temporada 1985-1986 de la UE Figueres
La tercera temporada de la UE Figueres a Segona Divisió B es va planificar per aconseguir l'ascens a la categoria de plata. L'entrenador Pepe Pinto no va renovar i el seu lloc el va ocupar un entrenador basc força desconegut, de nom José Manuel Esnal, nascut a Balmaseda i que era conegut amb el sobrenom de Mané. Amb ell, el club va configurar una plantilla que va comptar amb les incorporacions de Manolo Valle, Pere Gratacós, Paco Martínez, Javier Bayona, Arturo Pérez, Francesc Guitart i el golejador Antonio Cuevas.
A la lliga, el Figueres s'havia col·locat líder a la jornada 16 i ja cap equip el va poder atrapar. Mancant quatre jornades pel final del campionat, el Figueres es va proclamar campió del grup I de Segona B. Ja sumava 52 punts i 18 positius i es trobava molt allunyat dels seus perseguidors: Alavés (43+9) i Salamanca (43+9). Al final, el Figueres quedaria campió amb 55 punts i 40 positius i ni el Burgos (48+10) ni el Salamanca (48+10) li havien pogut fer ombra. Ens hem de remuntar però, al dia 20 d'abril de 1986. Un dia que ha passat a la història com un dels més feliços de la història del club. El camp del Far era ple de gom a gom.
Per a tal efemèride, la junta directiva que presidia Emili Bach havia emprès la construcció d'un nou terreny de joc, situat al terme de Vilatenim, a tocar de la ciutat de Figueres, que s'anomenaria Estadi Municipal de Vilatenim i substituiria el Camp del Far.

## Fets destacats
1985
- 17 de juny: el Figueres fitxa l'entrenador basc José Manuel Esnal Mané.[5]
- 28 de juliol: el Figueres disputa el primer partit amistós de la pretemporada, a Maçanet de Cabrenys, on guanya còmodament per 0 gols a 4.
- 31 d'agost: primera jornada de lliga, al camp del Far, amb victòria per 1 gol a 0 contra l'Arosa SC.[6]
- 6 de novembre: El Figueres cau eliminat de la Copa del Rei a l'estadi de Sarrià de Barcelona contra el RCD Espanyol, a la tornada de la segona ronda.[7]

1986
- 20 d'abril: el Figueres es proclama matemàticament campió de Segona Divisió B,[1] i aconsegueix l'ascens a Segona Divisió A per primer cop a la seva història.[4]
- 18 de maig: última jornada de lliga, en la qual el Figueres cau derrotat al camp del Far contra la UE Lleida per 0 gols a 2.[8] L'equip acaba campió amb 55 punts, 71 gols a favor i 31 en contra.[2] El davanter Antonio Cuevas acaba pitxitxi de la categoria amb 25 gols.[9]

## Plantilla
| Núm. | Pos. |                     | Jugador                               | Procedència          | Temporada |
| ---- | ---- | ------------------- | ------------------------------------- | -------------------- | --------- |
|      | POR  | Catalunya           | Francesc Boix Cubiña (Boix)           | CD Banyoles          | 1978-1979 |
|      | POR  | Catalunya           | Antoni Font Bosch (A. Font)           | ?                    | 1984-1985 |
|      | DEF  | Catalunya           | Emili Giralt Castellà (Giralt)        | CD Banyoles          | 1980-1981 |
|      | DEF  | Catalunya           | Joan Duran Juanola (J. Duran)         | Girona FC            | 1985-1986 |
|      | DEF  | Catalunya           | Pere Gratacós Boix (Gratacós)         | CA Osasuna           | 1985-1986 |
|      | DEF  | Catalunya           | Francesc Guitart Sáez (Guitart)       | CE Sabadell FC       | 1985-1986 |
|      | DEF  | Catalunya           | Arturo Pérez Medina (Pérez)           | CF Lloret            | 1985-1986 |
|      | MIG  | Catalunya           | Josep Duran Pagès (Duran)             | Girona FC            | 1977-1978 |
|      | MIG  | Catalunya           | Josep Boada Vidal (Boada)             | Girona FC            | 1984-1985 |
|      | MIG  | Navarra             | Francisco Javier Bayona Ruiz (Bayona) | CA Osasuna           | 1985-1986 |
|      | MIG  | Andalusia           | Francisco Martínez Díaz (Martínez)    | Real Murcia CF       | 1985-1986 |
|      | MIG  | Catalunya           | Juan José Requena Cervera (Requena)   | Deportivo Aragón     | 1985-1986 |
|      | DAV  | Catalunya           | Pere Vilarrodà Buxeda (Vilarrodà)     | CE Castelló          | 1981-1982 |
|      | DAV  | Catalunya           | Joaquín García Lara (Lara)            | FC Vilafranca        | 1983-1984 |
|      | DAV  | Catalunya           | Juan Luque López (Luque)              | UE Olot              | 1983-1984 |
|      | DAV  | Comunitat de Madrid | Antonio Cuevas Escribano (Cuevas)     | Atlético de Madrid B | 1985-1986 |
|      | DAV  | Catalunya           | Manel Valle Estefanell (Valle)        | Cadis CF             | 1985-1986 |
|      | DAV  | Catalunya           | Esteve Corominas Franch (Corominas)   | CD Banyoles          | 1985-1986 |

Llegenda:  ·   Capità  ·   Juvenil  ·   Lesionat  ·   Altes  ·   Passaport europeu  ·   Extracomunitari  ·   Extracomunitari sense restricció
| Baixes                               | Destinació           |
| Iñaki Azkune Uribarrena              | Bilbao Athletic      |
| Manuel Antonio Menéndez López Guache | Atlético de Madrid B |
| Luis José Lozano Artabe              | Linense              |
| Jesús Choya Ruiz                     | Sevilla              |
| Ginés Ayala Martínez                 | Real Murcia CF       |
| Xavier Pascual Boada                 | CF Lloret            |
| Jorge Rebollo Alfonso                | Girona FC            |
| Josep Serra Domènech                 | UE Olot              |
| Xavier Fabregó Serra                 | CD Banyoles          |
| Josep Maria Galán Font               | CD Banyoles          |
| Joan Font Sala                       | CD Banyoles          |
| Josep Molet Palau                    | Vilobí CF            |
| Lluís Majó Platell                   | CE Europa            |
| Joaquim Teixidor Puig                |                      |
| Emili Honrado Ruiz                   |                      |
| Adán Lloveras García                 |                      |

## Resultats
| Amistosos |

| 28 juliol 1985 | CE Maçanet de Cabrenys | 0 – 4   | UE Figueres                                       | Maçanet de Cabrenys                  |  |
|                |                        | El Punt | 21' Pérez · 61' Boada · 81' Vilarrodà · 85' Duran | Camp de futbol municipal · Fuentes · |  |

| 3 agost 1985                          | Vilobí CF | 0 – 4           | UE Figueres                                      | Vilobí d'Onyar                                   |  |
| VI Torneig Vilobí d'Onyar - Semifinal |           | Mundo Deportivo | 21' Cuevas · 39' Lara · 52' Gratacós · 83' Duran | Camp de futbol municipal · Pere Estudillo Güil · |  |

| 11 agost 1985                     | CE Sabadell FC | 1 – 2           | UE Figueres                | Vilobí d'Onyar                                    |  |
| VI Torneig Vilobí d'Onyar - Final | Peters 58'     | Mundo Deportivo | 51' Bayona · 90' Vilarrodà | Camp de futbol municipal · Jaume Teixidó Enrich · |  |

| 14 agost 1985            | CD Banyoles    | 1 – 1   | UE Figueres | Banyoles                                          |  |
| XVII Torneig de l'Estany | Montserrat 74' | El Punt | 29' Bayona  | Nou Municipal de Banyoles · Pere Estudillo Güil · |  |

| 17 agost 1985                            | UE Lleida                         | 0 – 0 (pp.)     | UE Figueres                          | Hospitalet de Llobregat                                       |                                      |
| XII Torneig Nostra Catalunya - Semifinal |                                   | Mundo Deportivo | 17' Lara                             | Camp de futbol de Sant Josep · José Francisco Pérez Sánchez · |                                      |
|                                          |                                   | Tanda de penals |                                      |                                                               |                                      |
| Elcacho · Zamora · Luengo · Serna        | Elcacho · Zamora · Luengo · Serna | 2 – 4           | Vilarrodà · Requena · Duran · Cuevas | Vilarrodà · Requena · Duran · Cuevas                          | Vilarrodà · Requena · Duran · Cuevas |

| 24 agost 1985 | UE Figueres | 1 – 1   | CD Universidad Católica de Chile | Figueres                                  |  |
|               | Valle 77'   | El Punt | 71' Soto                         | Camp del Far · Rafael Aparicio González · |  |

| 25 agost 1985             | Girona FC | 0 – 3           | UE Figueres                             | Banyoles                                                             |  |
| XXVII Torneig de l'Estany |           | Mundo Deportivo | 70' Vilarrodà · 76' Bayona · 90' Cuevas | Nou Municipal de Banyoles · Juan Pedro Santos Blázquez espectadors · |  |

| Copa del Rei |

| 18 setembre 1985 | UE Figueres                    | 4 – 1           | CF Lloret     | Figueres                          |  |
| 1a ronda - Anada | Luque 43' 62' · Cuevas 44' 88' | Mundo Deportivo | 63' Corominas | Camp del Far · Juan Capó Olivés · |  |

| 1 octubre 1985     | CF Lloret         | 1 – 1           | UE Figueres | Lloret de Mar                                            |  |
| 1a ronda - Tornada | Gregorio 86' (p.) | Mundo Deportivo | 20' Cuevas  | Camp de futbol municipal · José Antonio Doménech Riera · |  |

| 22 octubre 1985  | UE Figueres              | 2 – 2           | RCD Espanyol         | Figueres                                                    |  |
| 2a ronda - Anada | Martínez 60' · Luque 79' | Mundo Deportivo | 11' 34' Miguel Ángel | Camp del Far · 6.000 espectadors · Joaquin Urio Velazquez · |  |

| 6 novembre 1985    | RCD Espanyol                    | 2 – 0           | UE Figueres | Barcelona                                                             |  |
| 2a ronda - Tornada | Lauridsen 31' (p.) · Zúñiga 90' | Mundo Deportivo |             | Estadi de Sarrià · 3.000 espectadors · Jaime David Bayarri Ribelles · |  |

| Segona Divisió B-Grup 1 |

| 31 agost 1985 | UE Figueres        | 1 – 0           | Arosa SC | Figueres                                 |  |
| Jornada 1     | Vilarrodà 85' (p.) | Mundo Deportivo |          | Camp del Far · Fernando Tresaco Gracia · |  |

| 8 setembre 1985 | CD Lalín  | 1 – 3           | UE Figueres                            | O Carballiño                                                    |  |
| Jornada 2       | Juanín 5' | Mundo Deportivo | 72' Valle · 82' Cuevas · 86' Vilarrodà | Camp de futbol municipal O Espiñedo · Francisco Jáñez Barrios · |  |

| 14 setembre 1985 | Pontevedra CF | 1 – 1           | UE Figueres | Pontevedra                                                 |  |
| Jornada 3        | Núñez 7'      | Mundo Deportivo | 59' Bayona  | Estadi Municipal de Pasarón · Rafael Mario Payesa Martín · |  |

| 22 setembre 1985 | UE Figueres                                            | 5 – 1           | Nàstic de Tarragona | Figueres                                        |  |
| Jornada 4        | Duran 16' · Cuevas 20' 44' · Luque 33' · Vilarrodà 76' | Mundo Deportivo | 72' Dani            | Camp del Far · José Manuel Andradas Asurmendi · |  |

| 29 setembre 1985 | CE L'Hospitalet | 0 – 2           | UE Figueres                  | L'Hospitalet de Llobregat                             |  |
| Jornada 5        |                 | Mundo Deportivo | 42' (p.) Bayona · 59' Cuevas | Camp de futbol de Sant Josep · Juan Ansuategui Roca · |  |

| 6 octubre 1985 | UE Figueres                              | 4 – 0           | FC Barcelona C | Figueres                          |  |
| Jornada 6      | Cuevas 38' 57' · Duran 44' · Guitart 75' | Mundo Deportivo |                | Camp del Far · José Miró Pastor · |  |

| 13 octubre 1985 | CF Palencia               | 2 – 0           | UE Figueres | Palència                                                   |  |
| Jornada 7       | Ruiz 35' · Echeverría 84' | Mundo Deportivo |             | Estadio municipal de La Balastera · Antonio Flores Muñoz · |  |

| 20 octubre 1985 | UE Figueres    | 2 – 1           | UD Salamanca  | Figueres                                |  |
| Jornada 8       | Cuevas 64' 85' | Mundo Deportivo | 15' Cañizares | Camp del Far · Eusebio Pascual Segura · |  |

| 27 octubre 1985 | SD Compostela                                | 3 – 3           | UE Figueres                           | Santiago de Compostel·la                                         |  |
| Jornada 9       | Villalba 5' · Carrazoni 13' · Cantarutti 75' | Mundo Deportivo | 20' Cuevas · 49' Luque · 55' Martínez | Estadio Municipal de Santa Isabel · Rafael Mario Payesa Martín · |  |

| 3 novembre 1985 | UE Figueres | 1 – 1           | CE Binèfar         | Figueres                                  |  |
| Jornada 10      | Luque 41'   | Mundo Deportivo | 21' (p.) Larrañaga | Camp del Far · Roberto Isturiz Martínez · |  |

| 10 novembre 1985 | Sporting Atlético | 0 – 0           | UE Figueres | Gijón                                                 |  |
| Jornada 11       |                   | Mundo Deportivo |             | Escuela de fútbol de Mareo · Rudesindo Lage Sánchez · |  |

| 17 novembre 1985 | UE Figueres                                       | 4 – 1           | Real Sociedad B        | Figueres                                   |  |
| Jornada 12       | Cuevas 27' · Valle 32' · Luque 61' · Martínez 80' | Mundo Deportivo | 44' Martín Begiristain | Camp del Far · José Ignacio Bueno Grimal · |  |

| 23 novembre 1985 | CD Orense                   | 2 – 0           | UE Figueres | Ourense                                    |  |
| Jornada 13       | Quecho 22' · Toño Rivas 32' | Mundo Deportivo |             | Estadi d'O Couto · Iñaki Alzola Magallón · |  |

| 1 desembre 1985 | UE Figueres  | 1 – 0           | Andorra de Teruel | Figueres                                   |  |
| Jornada 14      | Gratacós 68' | Mundo Deportivo |                   | Camp del Far · José Joaquín Iraola Pérez · |  |

| 8 desembre 1985 | FC Andorra | 1 – 3           | UE Figueres                 | Andorra la Vella                                   |  |
| Jornada 15      | Valor 55'  | Mundo Deportivo | 36' 40' Cuevas · 84' Bayona | Camp de Prada de Moles · Rafael Moreda Alejandre · |  |

| 15 desembre 1985 | UE Figueres                                  | 4 – 0           | Deportivo Alavés | Figueres                              |  |
| Jornada 16       | Gratacós 19' · Duran 36' · Vilarrodà 63' 89' | Mundo Deportivo |                  | Camp del Far · Juan Ansuategui Roca · |  |

| 22 desembre 1985 | Zamora CF | 0 – 0           | UE Figueres | Zamora                                      |  |
| Jornada 17       |           | Mundo Deportivo |             | Estadio de La Vaguada · Tomás Pino Casado · |  |

| 29 desembre 1985 | UE Figueres                | 2 – 0           | Real Burgos | Figueres                                 |  |
| Jornada 18       | Cuevas 29' · Vilarrodà 48' | Mundo Deportivo |             | Camp del Far · Rafael Moreda Alejandre · |  |

| 5 gener 1986 | UE Lleida | 1 – 2           | UE Figueres           | Lleida                                 |  |
| Jornada 19   | Oliva 42' | Mundo Deportivo | 6' Duran · 23' Cuevas | Camp d'Esports · Juan Sánchez Moreno · |  |

| 12 gener 1986 | Arosa SC | 0 – 0           | UE Figueres | Vilagarcía de Arousa                              |  |
| Jornada 20    |          | Mundo Deportivo |             | A Lomba · Víctor Martínez de la Fuente Iturrate · |  |

| 19 gener 1986 | UE Figueres                            | 4 – 0           | CD Lalín | Figueres                               |  |
| Jornada 21    | Luque 7' 68' · Bayona 21' · Cuevas 32' | Mundo Deportivo |          | Camp del Far · Julián Quiralte Simón · |  |

| 26 gener 1986 | UE Figueres | 1 – 0           | Pontevedra CF | Figueres                             |  |
| Jornada 22    | Cuevas 73'  | Mundo Deportivo |               | Camp del Far · Jesús Rivera Pastor · |  |

| 2 febrer 1986 | Nàstic de Tarragona      | 2 – 1           | UE Figueres | Tarragona                                            |  |
| Jornada 23    | Dani 54' · Cunillera 74' | Mundo Deportivo | 47' Lara    | Nou Estadi de Tarragona · José Luis Díaz Rodríguez · |  |

| 9 febrer 1986 | UE Figueres            | 2 – 0           | CE L'Hospitalet | Figueres                                     |  |
| Jornada 24    | Duran 30' · Cuevas 32' | Mundo Deportivo |                 | Camp del Far · José Antonio Doménech Riera · |  |

| 16 febrer 1986 | FC Barcelona C | 0 – 2           | UE Figueres              | Barcelona                       |  |
| Jornada 25     |                | Mundo Deportivo | 58' Cuevas · 72' Fabregó | Miniestadi · Manuel Díaz Vega · |  |

| 23 febrer 1986 | UE Figueres               | 2 – 1           | CF Palencia    | Figueres                                    |  |
| Jornada 26     | Martínez 11' · Cuevas 73' | Mundo Deportivo | 53' Ruisánchez | Camp del Far · Rafael Mario Payesa Martín · |  |

| 2 març 1986 | UD Salamanca                              | 3 – 0           | UE Figueres | Villares de la Reina                           |  |
| Jornada 27  | Cañizares 14' · Pardina 23' · Montero 44' | Mundo Deportivo |             | Estadi Helmántico · Emilio Fernández Terente · |  |

| 9 març 1986 | UE Figueres                           | 3 – 0           | SD Compostela | Figueres                                   |  |
| Jornada 28  | Bayona 6' · Corominas 8' · Cuevas 70' | Mundo Deportivo |               | Camp del Far · Antonio Jesús López Nieto · |  |

| 16 març 1986 | CE Binèfar | 0 – 0           | UE Figueres | Binèfar                                 |  |
| Jornada 29   |            | Mundo Deportivo |             | Los Olmos · José Antonio Presas López · |  |

| 23 març 1986 | UE Figueres                          | 4 – 0           | Sporting Atlético | Figueres                          |  |
| Jornada 30   | Luque 11' · Lara 39' 45' · Valle 61' | Mundo Deportivo |                   | Camp del Far · Juan Capó Olivés · |  |

| 30 març 1986 | Real Sociedad B         | 2 – 2           | UE Figueres            | Sant Sebastià                                     |  |
| Jornada 31   | Urbieta 13' · Loren 51' | Mundo Deportivo | 14' Duran · 17' Cuevas | Camp de futbol de Larzabal · Alonso Gómez López · |  |

| 6 abril 1986 | UE Figueres               | 3 – 1           | CD Orense        | Figueres                           |  |
| Jornada 32   | Cuevas 6' 42' · Luque 37' | Mundo Deportivo | 92' (p.) Montoto | Camp del Far · Tomás Pino Casado · |  |

| 13 abril 1986 | Andorra de Teruel              | 2 – 3           | UE Figueres                             | Terol                                                |  |
| Jornada 33    | Pascual Sanz 60' · Armando 85' | Mundo Deportivo | 35' Corominas · 44' Duran · 65' Fabregó | Estadi Juan Antonio Endeiza · Segundo Bello Blanco · |  |

| 20 abril 1986 | UE Figueres                   | 4 – 1           | FC Andorra | Figueres                                   |  |
| Jornada 34    | Bayona 9' 60' · Luque 53' 87' | Mundo Deportivo | 85' Blanco | Camp del Far · Martín José Ferrer Andión · |  |

| 27 abril 1986 | Deportivo Alavés | 1 – 1           | UE Figueres | Vitòria                                               |  |
| Jornada 35    | Larrañaga 80'    | Mundo Deportivo | 48' Cuevas  | Estadi de Mendizorrotza · Carlos Filgueira González · |  |

| 4 maig 1986 | UE Figueres | 1 – 1           | Zamora CF       | Figueres                                  |  |
| Jornada 36  | Cuevas 87'  | Mundo Deportivo | 12' (p.) Felipe | Camp del Far · Agustín Estremo Coscolín · |  |

| 11 maig 1986 | Real Burgos | 0 – 0           | UE Figueres | Burgos                                                 |  |
| Jornada 37   |             | Mundo Deportivo |             | Estadi Municipal d'El Plantío · Miguel Yébenes López · |  |

| 18 maig 1986 | UE Figueres | 0 – 2           | UE Lleida               | Figueres                                     |  |
| Jornada 38   |             | Mundo Deportivo | 51' Alcelay · 89' Palau | Camp del Far · Juan Luis Garagorri Lángara · |  |

## Classificació
| Pos.                                                                                                  | Equip               | J  | G  | E  | P  | GF | GC | DG  | pts. |
| --- | ------------------- | -- | -- | -- | -- | -- | -- | --- | ---- |
| 1r | UE Figueres         | 38 | 22 | 11 | 5  | 71 | 31 | +40 | 55   |
| 2n | Real Burgos         | 38 | 18 | 12 | 8  | 47 | 32 | +15 | 48   |
| 3r | UD Salamanca        | 38 | 20 | 8  | 10 | 55 | 32 | +23 | 48   |
| 4t | UE Lleida           | 38 | 17 | 12 | 9  | 49 | 28 | +21 | 46   |
| 5è | Deportivo Alavés    | 38 | 16 | 14 | 8  | 46 | 31 | +15 | 46   |
| 6è | CD Orense           | 38 | 18 | 10 | 10 | 49 | 32 | +17 | 46   |
| 7è | Pontevedra CF       | 38 | 16 | 11 | 11 | 43 | 34 | +9  | 43   |
| 8è | Real Sociedad B     | 38 | 16 | 10 | 12 | 57 | 53 | +4  | 42   |
| 9è | Pontevedra CF       | 38 | 12 | 15 | 11 | 48 | 41 | +7  | 39   |
| 10è                                                                                                   | CE L'Hospitalet     | 38 | 17 | 5  | 16 | 55 | 52 | +3  | 39   |
| 11è                                                                                                   | Zamora CF           | 38 | 13 | 13 | 12 | 47 | 38 | +9  | 39   |
| 12è                                                                                                   | CE Binèfar          | 38 | 12 | 13 | 13 | 47 | 51 | -4  | 37   |
| 13è                                                                                                   | Andorra de Teruel   | 38 | 12 | 13 | 13 | 59 | 58 | +1  | 37   |
| 14è                                                                                                   | Nàstic de Tarragona | 38 | 15 | 6  | 17 | 43 | 42 | +1  | 36   |
| 15è                                                                                                   | FC Andorra          | 38 | 9  | 13 | 16 | 43 | 57 | -14 | 31   |
| 16è                                                                                                   | Sporting Atlético   | 38 | 9  | 11 | 18 | 39 | 61 | -22 | 29   |
| 17è                                                                                                   | Arosa SC            | 38 | 8  | 13 | 17 | 37 | 67 | -30 | 29   |
| 18è                                                                                                   | SD Compostela       | 38 | 10 | 6  | 22 | 46 | 72 | -26 | 26   |
| 19è                                                                                                   | FC Barcelona C      | 38 | 6  | 11 | 21 | 35 | 61 | -26 | 23   |
| 20è                                                                                                   | CD Lalín            | 38 | 6  | 9  | 23 | 26 | 72 | -46 | 21   |
| En verd, l'equip que ascendí a Segona Divisió A, i en vermell, els que descendiren a Tercera Divisió. |                     |    |    |    |    |    |    |     |      |

## Estadístiques individuals
| Jugador                      | P. | T. | S. | M.   | G. | TG | TV |
| ---------------------------- | -- | -- | -- | ---- | -- | -- | -- |
| Francesc Boix Cubiña         | 38 | 38 | 0  | 3420 | 0  | 2  | 0  |
| Pere Gratacós Boix           | 37 | 37 | 0  | 3330 | 2  | 4  | 0  |
| Arturo Pérez Medina          | 36 | 36 | 0  | 3176 | 0  | 6  | 1  |
| Francesc Guitart Sáez        | 35 | 35 | 0  | 3150 | 1  | 5  | 0  |
| Emili Giralt Castellà        | 26 | 23 | 3  | 1995 | 0  | 5  | 1  |
| Josep Duran Pagès            | 37 | 36 | 1  | 3133 | 7  | 5  | 0  |
| Francisco Martínez Díaz      | 34 | 33 | 1  | 2815 | 3  | 1  | 1  |
| Francisco Javier Bayona Ruiz | 32 | 30 | 2  | 2540 | 7  | 1  | 0  |
| Antonio Cuevas Escribano     | 35 | 34 | 1  | 2907 | 25 | 3  | 0  |
| Juan Luque López             | 33 | 30 | 3  | 2456 | 10 | 6  | 0  |
| Manel Valle Estefanell       | 33 | 24 | 9  | 2231 | 3  | 3  | 0  |
| Antoni Font Bosch            | 0  | 0  | 0  | 0    | 0  | 0  | 0  |
| Josep Boada Vidal            | 22 | 18 | 4  | 1686 | 0  | 2  | 2  |
| Joan Duran Juanola           | 17 | 12 | 5  | 1087 | 0  | 4  | 1  |
| Pere Vilarrodà Buxeda        | 23 | 5  | 18 | 880  | 6  | 2  | 1  |
| Joaquín García Lara          | 20 | 8  | 12 | 959  | 3  | 0  | 0  |
| Xavier Fabregó Serra         | 13 | 8  | 5  | 818  | 2  | 1  | 0  |
| Juan José Requena Cervera    | 11 | 7  | 4  | 513  | 0  | 1  | 0  |
| Esteve Corominas Franch      | 7  | 4  | 3  | 328  | 2  | 1  | 0  |